# Lijst van burgemeesters van Nuth
Dit is een lijst van burgemeesters van de voormalige Nederlandse gemeente Nuth in de provincie Limburg van stichting in 1800 tot opname in de gemeente Beekdaelen. 
| Ambtsperiode                    | Naam burgemeester               | Partij of stroming | Bijzonderheden      |
| ------------------------------- | ------------------------------- | ------------------ | ------------------- |
| 1800 - 1813                     | J.G. Goossens                   |                    |                     |
| 1813 - 1818                     | P.A.J. Lekens                   |                    |                     |
| 1819 - 1822                     | J.W. Ackermans                  |                    |                     |
| 1822 - 1830                     | L. Clootz                       |                    |                     |
| 1830 - 1836                     | J.W. Kerckhoffs                 |                    |                     |
| 1836 - 1841                     | L. Clootz                       |                    |                     |
| 1842 - 1889                     | J.N. Beckers                    |                    |                     |
| 1889 - 1895                     | J.N. Bemelmans                  |                    |                     |
| 1895 - 1917                     | J.H.L. Beckers                  |                    |                     |
| 1917 - 1926                     | P.L.H. Cremers                  |                    |                     |
| 1927 - 1959                     | Jules (H.J.) Starmans           |                    |                     |
| 1959 - 1975                     | drs. Herman (H.P.M.) Schmedding | KVP / RKPN         |                     |
| 1975 - 1985                     | Chris (C.G.J.) Rutten           | VVD                |                     |
| 1986 - 1997                     | Elly (E.F.M.) Coenen-Vaessen    | VVD                |                     |
| 1997 - 2002                     | Sjraar (G.J.M) Cox              | PvdA               |                     |
| 2002                            | Constant (C.A.C.M.) Nuytens     | CDA                | waarnemend          |
| 2002 - 2008                     | Headly (H.R.) Binderhagel       | CDA                |                     |
| 2007 - 2012                     | Hubert (H.G.) Vos               | CDA                | tot 2008 waarnemend |
| 2012 - 26 juni 2013             | Marlies (E.M.A.A.) de Loo       | CDA                | waarnemend          |
| 27 juni 2013 - 31 december 2018 | Désirée (D.H.) Schmalschläger   | GroenLinks         |                     |